# John Wodehouse, II conte di Kimberley
John Wodehouse, II conte di Kimberley (Londra, 10 dicembre 1848 – 7 gennaio 1932), è stato un nobile e politico inglese.

## Biografia
Era il figlio di John Wodehouse, I conte di Kimberley, e di sua moglie, Lady Florence FitzGibbon, figlia di Richard FitzGibbon, III conte di Clare. Suo padre era uno statista liberale di primo piano nel governo di William Ewart Gladstone e la famiglia possedeva molte proprietà terriere nel Norfolk. Come suo padre, ha frequentato l'Eton College e il Trinity College di Cambridge.

## Carriera
Dopo aver concluso gli studi, gestì le proprietà di famiglia vicino a Wymondham, specializzandosi in agraria. Nel 1902 succedette al padre come conte di Kimberley.
Durante le elezioni generali del 1918, Kimberley inviò un telegramma di sostegno al candidato laburista nel Sud Norfolk che si opponeva a un liberale che sosteneva il governo di Lloyd George. Ha inviato un ulteriore telegramma nel 1920, quando ci furono le elezioni suppletive che i laburisti vinsero, ciò ha indotto la stampa a soprannominarlo conte laburista.
Kimberley fu un candidato laburista al Consiglio della contea di Norfolk nel 1922, e fu anche presidente del suo consiglio del distretto rurale. Tuttavia, in quel momento non c'erano membri laburisti nella Camera dei lord e così rimase un liberale. Cambiò formalmente partito nel gennaio del 1924, quando fu formato il primo governo laburista. Fu sconfitto per la rielezione nel Consiglio della contea di Norfolk nel 1925.

## Matrimonio
Sposò, il 22 giugno 1875, Isabel Stracey (?-20 gennaio 1927), figlia di Sir Henry Stracey. Ebbero quattro figli:
- Lady Isabel Wodehouse (?-15 dicembre 1959);
- John Wodehouse, III conte di Kimberley (11 novembre 1883-16 aprile 1941);
- Philip Wodehouse (1 ottobre 1886-6 maggio 1919);
- Edward Wodehouse (12 aprile 1898-30 marzo 1918).

## Ascendenza
|                                        |                                   |                             | Genitori               |  |  | Nonni |  |  | Bisnonni                            |  |  | Trisnonni                          |  |
|                                        |                                   |                             |                        |  |  |       |  |  | John Wodehouse, II barone Wodehouse |  |  | John Wodehouse, I barone Wodehouse |  |
|                                        |                                   |                             |                        |  |  |       |  |  | John Wodehouse, II barone Wodehouse |  |  | John Wodehouse, I barone Wodehouse |  |
|                                        |                                   | Sophia Berkeley             |                        |  |  |       |  |  | John Wodehouse, II barone Wodehouse |  |  |                                    |  |
| Henry Wodehouse                        |                                   |                             |                        |  |  |       |  |  | John Wodehouse, II barone Wodehouse |  |  |                                    |  |
|                                        |                                   | Charlotte Laura Norris      | John Norris            |  |  |       |  |  |                                     |  |  |                                    |  |
|                                        |                                   | Charlotte Laura Norris      | John Norris            |  |  |       |  |  |                                     |  |  |                                    |  |
|                                        |                                   | Charlotte Laura Norris      | Charlotte Townshend    |  |  |       |  |  |                                     |  |  |                                    |  |
| John Wodehouse, I conte di Kimberley   |                                   | Charlotte Laura Norris      |                        |  |  |       |  |  |                                     |  |  |                                    |  |
|                                        |                                   | Theophilus Thornhagh Gurdon | Brampton Gurdon        |  |  |       |  |  |                                     |  |  |                                    |  |
|                                        |                                   | Theophilus Thornhagh Gurdon | Brampton Gurdon        |  |  |       |  |  |                                     |  |  |                                    |  |
|                                        |                                   | Theophilus Thornhagh Gurdon | Mary Bedingfeld        |  |  |       |  |  |                                     |  |  |                                    |  |
| Anne Gurdon                            |                                   | Theophilus Thornhagh Gurdon |                        |  |  |       |  |  |                                     |  |  |                                    |  |
|                                        |                                   | Anne Mellish                | William Mellish        |  |  |       |  |  |                                     |  |  |                                    |  |
|                                        |                                   | Anne Mellish                | William Mellish        |  |  |       |  |  |                                     |  |  |                                    |  |
|                                        |                                   | Anne Mellish                | Anne Gore              |  |  |       |  |  |                                     |  |  |                                    |  |
| John Wodehouse, II conte di Kimberley  |                                   | Anne Mellish                |                        |  |  |       |  |  |                                     |  |  |                                    |  |
|                                        | John FitzGibbon, I conte di Clare | John FitzGibbon             |                        |  |  |       |  |  |                                     |  |  |                                    |  |
|                                        | John FitzGibbon, I conte di Clare | John FitzGibbon             |                        |  |  |       |  |  |                                     |  |  |                                    |  |
|                                        | John FitzGibbon, I conte di Clare | Eleanor Grove               |                        |  |  |       |  |  |                                     |  |  |                                    |  |
| Richard FitzGibbon, III conte di Clare | John FitzGibbon, I conte di Clare |                             |                        |  |  |       |  |  |                                     |  |  |                                    |  |
|                                        |                                   | Anne Whaley                 | Richard Chapell Whaley |  |  |       |  |  |                                     |  |  |                                    |  |
|                                        |                                   | Anne Whaley                 | Richard Chapell Whaley |  |  |       |  |  |                                     |  |  |                                    |  |
|                                        |                                   | Anne Whaley                 | Anne Ward              |  |  |       |  |  |                                     |  |  |                                    |  |
| Florence FitzGibbon                    |                                   | Anne Whaley                 |                        |  |  |       |  |  |                                     |  |  |                                    |  |
|                                        |                                   | Charles Bridges Woodcock    | …                      |  |  |       |  |  |                                     |  |  |                                    |  |
|                                        |                                   | Charles Bridges Woodcock    | …                      |  |  |       |  |  |                                     |  |  |                                    |  |
|                                        |                                   | Charles Bridges Woodcock    | …                      |  |  |       |  |  |                                     |  |  |                                    |  |
| Diana Woodcock                         |                                   | Charles Bridges Woodcock    |                        |  |  |       |  |  |                                     |  |  |                                    |  |
|                                        |                                   | Anne Crosbie                | Maurice Crosbie        |  |  |       |  |  |                                     |  |  |                                    |  |
|                                        |                                   | Anne Crosbie                | Maurice Crosbie        |  |  |       |  |  |                                     |  |  |                                    |  |
|                                        |                                   | Anne Crosbie                | Pyne Cavendish         |  |  |       |  |  |                                     |  |  |                                    |  |
|                                        |                                   | Anne Crosbie                |                        |  |  |       |  |  |                                     |  |  |                                    |  |

| Controllo di autorità | VIAF (EN) 626153954888905680006 |